# Rubén Cano
Pour les articles homonymes, voir Cano.
Rubén Andrés Cano Martínez, plus connu comme Rubén Cano, né le 5 février 1951 à San Rafael (province de Mendoza, Argentine), est un footballeur international espagnol, qui jouait au poste d'attaquant notamment avec l'Atlético Madrid.

## Biographie

### Clubs
Peu après sa naissance à San Rafael (Argentine), ses parents espagnols l'inscrivent au consulat espagnol de la ville de Mendoza.
Rubén Cano commence à jouer dans le club de San Rafael avant de passer dans les rangs du Club Atlético Atlanta. 
En 1974, il débarque en Espagne pour jouer au Elche CF jusqu'en 1976.
Entre 1976 et 1982, il joue avec l'Atlético Madrid où il passe ses meilleures années comme joueur. Il remporte le championnat d'Espagne en 1977.
En 1982, il est recruté par le CD Tenerife où il reste jusqu'en 1984.
Il termine sa carrière de joueur dans les rangs du Rayo Vallecano où il met un terme à sa carrière en 1986.

### Équipe nationale
Rubén Cano joue 12 matchs et marque 4 buts avec l'équipe d'Espagne entre 1977 et 1979. Il débute sous les ordres du sélectionneur Laszlo Kubala le 16 avril 1977 lors d'un match face à la Roumanie à Bucarest (défaite 1 à 0), en même temps que son coéquipier de l'Atlético Eugenio Leal.
Rubén Cano inscrit un but décisif face à la Yougoslavie en phase de qualification pour la Coupe du monde de 1978.
Il participe à la Coupe du monde de 1978 organisée en Argentine. Lors du mondial, il joue un match contre l'Autriche.
Son dernier match avec l'Espagne a lieu le 26 septembre 1979 à Vigo face au Portugal (1 à 1).